# 小行星3714
小行星3714（英語：3714 Kenrussell）是一颗围绕太阳公转的小行星。1983年10月12日，愛德華·鮑威爾在可可尼诺县发现了此天体。
这颗小行星的绝对星等为22.90003155674094等。